# Buri Gandak
Buri Gandak és un riu de Bihar que neix a la serralada de Sumeswar i corre del nord-oest al sud-est per diversos districtes fins a desaiguar al Ganges al districte de Monghyr o Monger. Al seu naixement és conegut com a Harha i més avall Bahas i Madhwal, per esdevenir després el Sikhrena; no és fins a la segona part del seu curs que el nom de Buri Gandak es fa general, però al districte de Muzaffarpur se l'anomena Chhota Gandak. És navegable excepte en la part superior però a l'estiu l'arena ho dificulta més enllà de Monghyr.